# Triplophysa incipiens
Triplophysa incipiens és una espècie de peix d'aigua dolça de la família dels balitòrids i de l'ordre dels cipriniformes. Va ser descrit per Salomon Herzenstein el 1888 com a Nemachilus bombifrons. Es troba als vessants septentrionals de la serra de Karakurum a la Xina.